# Хотча (река)
Хотча — река в России, правый приток Волги.
Длина — 55 км, площадь водосборного бассейна — 661 км².
Большая часть реки проходит по территории Талдомского района Московской области, последние 11 км — по территории Кимрского района Тверской области.
В верхнем и среднем течении протекает по болотистой окраине Верхневолжской низменности и на этом участке спрямлена каналом. В нижнем течении, где к берегам реки подходят старые хвойные и смешанные леса, а болот становится меньше, из-за подпора Угличской ГЭС скорость течения уменьшается, сама река становится шире. Ниже деревни Малое Курапово её ширина составляет 136 метров, глубина — 4,5 м, дно песчаное. Основной приток — река Шухорма, в устье которой образовался обширный живописный водоём.
Впадает в Угличское водохранилище в посёлке городского типа Белый Городок, в 2930 км от устья Волги. Хотча судоходна на протяжении 10 км от устья. Судовой ход на реке обставлен вехами. Сигналы о габаритах судового хода поднимаются на сигнальной мачте, установленной на левом берегу устья реки.

## Данные водного реестра
По данным государственного водного реестра России и геоинформационной системы водохозяйственного районирования территории РФ, подготовленной Федеральным агентством водных ресурсов:
- Бассейновый округ — Верхневолжский
- Речной бассейн — (Верхняя) Волга до Куйбышевского водохранилища (без бассейна Оки)
- Речной подбассейн — Волга до Рыбинского водохранилища
- Водохозяйственный участок — Волга от Иваньковского гидроузла до Угличского гидроузла (Угличское водохранилище)